# Ward Gibson
Ward B. "Hoot" Gibson jr. (nacido el 5 de diciembre de 1921 en Des Moines, Iowa y fallecido el 1 de febrero de 1958 en la misma ciudad) fue un jugador de baloncesto estadounidense que disputó una temporada en la NBA, además de jugar en la NBL y la NPBL. Con 1,96 metros de estatura, jugaba en la posición de ala-pívot.

## Trayectoria deportiva

### Universidad
Jugó durante su etapa universitaria con los Bluejays de la Universidad Creighton, interrumpida por la Segunda Guerra Mundial. Fue elegido en 1943 y 1947 en el mejor quinteto de la Missouri Valley Conference, promediando en su última temporada 14,3 puntos por partido.

### Profesional
Comenzó su andadura profesional en los Denver Nuggets de la NBL en 1948, siendo traspasado mediada la temporada a los Tri-Cities Blackhawks cuando era el máximo anotador del equipo, siendo en palabras del propietario de los Nuggets uno de los traspasos más caros de la época. Acabó la temporada siendo incluido en el segundo mejor quinteto de la liga.
Al término de la temporada fue traspasado a los Boston Celtics de la NBA, pero tras dos partidos en los que consiguió 7 puntos en total, fue despedido, fichando por el equipo de su tierra, los Waterloo Hawks, donde acabó la temporada promediando 5,6 puntos y 1,2 asistencias por partido.
Al año siguiente el equipo desapareció, continuando su carrera en los Denver Refiners de la NPBL, donde en su única temporada promedió 5,0 puntos por partido.

## Estadísticas de su carrera en la NBA

### Temporada regular
| Temporada | Edad | Equipo         | Liga | P  | TIT | MIN | TC  | TCA | %TC  | 3P | 3PA | %3P | TL  | TLA | %TL  | R.OF. | R.DEF. | REB | ASIS | ROB | TAP | PER | FP  | PTS |
| 1949-50   | 28   | TOTAL          | NBA  | 32 |     |     | 2.1 | 6.1 | .344 |    |     |     | 1.3 | 2.0 | .656 |       |        |     | 1.2  |     |     |     | 3.3 | 5.5 |
| 1949-50   | 28   | Boston Celtics | NBA  | 2  |     |     | 1.5 | 2.0 | .750 |    |     |     | 0.5 | 2.0 | .250 |       |        |     | 0.5  |     |     |     | 1.5 | 3.5 |
| 1949-50   | 28   | Waterloo Hawks | NBA  | 30 |     |     | 2.1 | 6.4 | .335 |    |     |     | 1.4 | 2.0 | .683 |       |        |     | 1.2  |     |     |     | 3.4 | 5.6 |
| Total     |      |                | NBA  | 32 |     |     | 2.1 | 6.1 | .344 |    |     |     | 1.3 | 2.0 | .656 |       |        |     | 1.2  |     |     |     | 3.3 | 5.5 |